# Goran Volarević
Goran Volarević (Pola, 2 aprile 1977) è un allenatore di pallanuoto ed ex pallanuotista croato naturalizzato italiano, di ruolo portiere.

## Carriera

### Club
Cresciuto tra le file dello Jug Dubrovnik, nel 2007 viene ceduto all'A.S. Nuoto Catania dove comincia la sua avventura in Italia. Nella società etnea trascorre due stagioni, prima di passare alla Leonessa Brescia nel 2009. Dalla stagione successiva difende la porta della Rari Nantes Savona. Nelle stagioni 2012-2013 e 2013-2014 gioca nelle file della Promogest Quartu. In seguito alla retrocessione della squadra sarda, si trasferisce nella stagione 2014-2015 alla Sport Management Verona. Nella stagione 2015-2016 ha difeso i pali dell'Acquachiara.

### Allenatore
Dal 2018 è preparatore dei portieri della nazionale italiana maschile, mentre dal 2020 allena la formazione under-14 ed è preparatore dei portieri dell'Ortigia Siracusa.

## Statistiche

### Presenze e reti nei club
Statistiche parziali aggiornate all'8 ottobre 2014.
| Stagione                | Squadra                 | Campionato              | Campionato | Campionato | Coppe nazionali | Coppe nazionali | Coppe nazionali | Coppe continentali | Coppe continentali | Coppe continentali | Totale | Totale |
| Stagione                | Squadra                 | Comp                    | Pres       | Reti       | Comp            | Pres            | Reti            | Comp               | Pres               | Reti               | Pres   | Reti   |
| ----------------------- | ----------------------- | ----------------------- | ---------- | ---------- | --------------- | --------------- | --------------- | ------------------ | ------------------ | ------------------ | ------ | ------ |
| 2007-08                 | Catania                 | A1                      | ?          | ?          |                 | -               | -               |                    | -                  | -                  | ?      | ?      |
| 2008-09                 | Catania                 | A1                      | ?          | ?          |                 | -               | -               |                    | -                  | -                  | ?      | ?      |
| Totale Catania          | Totale Catania          | Totale Catania          | ?          | ?          |                 | -               | -               |                    | -                  | -                  | ?      | ?      |
| 2009-10                 | Leonessa Brescia        | A1                      | ?          | ?          |                 | -               | -               |                    | -                  | -                  | ?      | ?      |
| 2010-11                 | R.N. Savona             | A1                      | 28         | 0          |                 | -               | -               | E.L. - C.L.        | 14                 | 0                  | 42     | 0      |
| 2011-12                 | R.N. Savona             | A1                      | ?          | ?          | C.I.            | -               | -               | C.L. - E.C.        | -                  | -                  | ?      | ?      |
| Totale R.N. Savona      | Totale R.N. Savona      | Totale R.N. Savona      | ?          | ?          |                 | -               | -               |                    | -                  | -                  | ?      | ?      |
| 2012-13                 | Promogest Quartu        | A1                      | 24         | 248        | C.I.            | ?               | ?               | -                  | -                  | -                  | ?      | ?      |
| 2013-14                 | Promogest Quartu        | A1                      | 22         | 232        | C.I.            | ?               | ?               | -                  | -                  | -                  | ?      | ?      |
| Totale Promogest Quartu | Totale Promogest Quartu | Totale Promogest Quartu | 46         | 480        |                 | -               | -               |                    | -                  | -                  | ?      | ?      |
| 2014-15                 | Sport Management        | A1                      |            |            | C.I.            | ?               | ?               | -                  | -                  | -                  | ?      | ?      |
| Totale Sport Management | Totale Sport Management | Totale Sport Management |            |            |                 | -               | -               |                    | -                  | -                  | ?      | ?      |
| Totale carriera         | Totale carriera         | Totale carriera         | ?          | ?          |                 | -               | -               |                    | -                  | -                  | ?      | ?      |

## Palmarès

### Club
- Campionato croato: 5

Jug Dubrovnik: 1999-00, 2000-01, 2003-04, 2004-05, 2005-06
- Campionato italiano: 2

Pro Recco: 2016-17, 2017-18
- Kup Hrvatske: 5

Jug Dubrovnik: 1999-00, 2001-02, 2002-03, 2003-04, 2005-06
- Coppe Italia: 2

Pro Recco: 2016-2017, 2017-2018
- Eurolega: 2

Jug Dubrovnik: 2000-01, 2005-06
- Coppe LEN: 3

Jug Dubrovnik: 1999-00
R.N. Savona: 2010-11, 2011-12
- Supercoppa LEN: 1

Jug Dubrovnik: 2006

### Nazionale
- Europei

Croazia: Kranj 2003: 